# Ferrier (Haïti)
Ferrier (Haïtiaans-Creools: Ferye) is een stad en gemeente in Haïti met 14.600 inwoners. De plaats ligt bij de grens met de Dominicaanse Republiek, 8 km ten zuidoosten van de plaats Fort-Liberté. De gemeente maakt deel uit van het arrondissement Fort-Liberté in het departement Nord-Est.
Er worden sinaasappelen, limoenen en tabak verbouwd. Ook wordt er hout verzameld.

## Indeling
De gemeente bestaat uit slechts één section communale:
| Nr. | Naam           | Km² | Inw.2015 |
| --- | -------------- | --- | -------- |
| 1   | Bas Maribahoux | 70  | 14.642   |